# Hannes Obererlacher
Hannes Obererlacher (ur. 27 grudnia 1962) – austriacki biathlonista.

## Kariera
W Pucharze Świata zadebiutował 17 stycznia 1991 roku w Ruhpolding, zajmując 68. miejsce w biegu indywidualnym. Pierwsze punkty wywalczył blisko dwa lata później, 15 stycznia 1993 roku w Val Ridanna, zajął 34. miejsce w tej samej konkurencji. Nigdy nie stanął na podium indywidualnych zawodów PŚ, jednak kilkukrotnie dokonał tego w drużynie, w tym 12 stycznia 1997 roku w Ruhpolding razem z Reinhardem Neunerem, Wolfgangiem Pernerem i Ludwigiem Gredlerem zwyciężył w biegu drużynowym. Najlepsze wyniki osiągnął w sezonie 1994/1995, kiedy zajął 50. miejsce w klasyfikacji generalnej. W 1993 roku wystąpił na mistrzostwach świata w Borowcu, gdzie zajął czwarte miejsce w biegu drużynowym. Zajął też między innymi 35. miejsce w biegu indywidualnym podczas mistrzostw świata w Anterselvie (1995) i mistrzostw świata w Ruhpolding (1996). Nigdy nie wystartował na igrzyskach olimpijskich.

## Osiągnięcia

### Mistrzostwa świata
| Rok  | Miejscowość | Konkurencje | Konkurencje | Konkurencje | Konkurencje | Konkurencje | Konkurencje | Konkurencje |
| Rok  | Miejscowość | IN          | SP          | PU          | MS          | RL          | MR          | SR          |
| ---- | ----------- | ----------- | ----------- | ----------- | ----------- | ----------- | ----------- | ----------- |
| 1993 | Borowec     | –           | –           | nd.         | nd.         | –           | nd.         | –           |
| 1994 | Canmore     | –           | –           | nd.         | nd.         | –           | nd.         | –           |
| 1995 | Anterselva  | 35.         | 60.         | nd.         | nd.         | 9.          | nd.         | –           |
| 1996 | Ruhpolding  | 35.         | –           | nd.         | nd.         | 8.          | nd.         | –           |
| 1997 | Osrblie     | –           | 67.         | nd.         | nd.         | –           | nd.         | –           |

### Puchar Świata

#### Miejsca w klasyfikacji generalnej
| Sezon     | Miejsce |
| --------- | ------- |
| 1990/1991 | -       |
| 1992/1993 | ?       |
| 1993/1994 | 76.     |
| 1994/1995 | 50.     |
| 1995/1996 | ?       |
| 1996/1997 | 66.     |

#### Miejsca na podium chronologicznie
Obererlacher nigdy nie stanął na podium indywidualnych zawodów PŚ.